# Općinska nogometna liga saveza Slavonska Požega: 1987./88. – juniori
Općinska nogometna liga Slavonska Požega - juniori je predstavljala natjecanje najstarije uzrasne mlađe kategorije nogometnih klubova, a prvenstvo se igralo dvokružno.  NK Jakšić je kao prvak lige sudjelovao na turniru prvaka općinskih nogometnih liga iz Slavonije i Baranje.

## Tablica
| mj. | klub                       | ut. | pob. | ner. | por. | gol+ | gol- | bod |
| --- | -------------------------- | --- | ---- | ---- | ---- | ---- | ---- | --- |
| 1.  | NK Jakšić                  | 26  | 24   | 0    | 2    | 169  | 34   | 48  |
| 2.  | NK Papuk Velika            | 26  | 21   | 0    | 5    | 124  | 45   | 42  |
| 3.  | Nk Zvijezda Kaptol         | 26  | 18   | 3    | 15   | 105  | 42   | 39  |
| 4.  | NK Dinamo Vidovci          | 26  | 18   | 2    | 6    | 107  | 68   | 38  |
| 5.  | NK Borac Kuzmica           | 26  | 17   | 2    | 7    | 110  | 48   | 36  |
| 6.  | NK Omladinac Čaglin        | 26  | 14   | 1    | 11   | 121  | 66   | 29  |
| 7.  | NK Požega Slavonska Požega | 26  | 11   | 4    | 11   | 93   | 98   | 26  |
| 8.  | NK Croatia Mihaljevci      | 26  | 10   | 2    | 14   | 63   | 102  | 22  |
| 9.  | NK BSK Buk                 | 26  | 6    | 6    | 14   | 54   | 100  | 18  |
| 10. | NK Omladinac Sulkovci      | 26  | 8    | 1    | 17   | 41   | 75   | 17  |
| 11. | NK Graničar Bučje          | 26  | 7    | 2    | 17   | 48   | 86   | 16  |
| 12. | NK Eminovci                | 26  | 5    | 4    | 17   | 65   | 134  | 14  |
| 13. | NK Dinamo Rajsavac         | 26  | 5    | 3    | 18   | 47   | 120  | 13  |
| 14. | NK BSK Biškupci            | 26  | 4    | 1    | 21   | 34   | 151  | 9   |

## Turnir prvaka Općinskih nogometnih liga Slavonije i Baranje
Prvaci Općinskih nogometnih liga su stekli pravo sudjelovanja na turniru prvaka ONL Slavonije i Baranje. S obzirom na to da je tada u Slavoniji i Baranji bilo 14 Općina natjecanje je organizirano u dva kruga po grupama. U prvom krugu juniori NK Jakšić su u Novoj Gradišci u konkurenciji klubova  NK Borac Sikirevci, NK Sloga Nova Gradiška osvojili prvo mjesto i plasirali se u drugi krug- završno natjecanje.
Završni turnir je odigran u Osijeku na igralištu NK Grafičar Osijek. NK Jakšić je u prvoj utakmici rezultatom 2:1 pobijedio  NK Partizan Rokovci-Andrijaševci, a u finalu su pobijedili 3:1 domaćina, NK Grafičar Osijek te tako postali prvaci Slavonije i Baranje. 